# Granger (New York)
Pour les articles homonymes, voir Granger.
Granger est une ville  du comté d'Allegany, dans l'État de New York, aux États-Unis,. En 2020, elle comptait une population de 522 habitants, estimée au 1er juillet 2021 à 522 habitants. La ville est incorporée en 1838.

## Démographie
Lors du recensement de 2020, la ville comptait une population de 522 habitants. Elle est estimée, en 2021, à 522 habitants.